# Biografielijst Gj

## Gja
- Kreshnik Gjata (1983), Albanees zwemmer

## Gje
- Marte Høie Gjefsen (1989), Noors freestyleskiester
- Egil Gjelland (1973), Noors biatleet
- Karl Adolph Gjellerup (1857-1919), Deens dichter en schrijver
- Tord Asle Gjerdalen (1983), Noors langlaufer

## Gjo

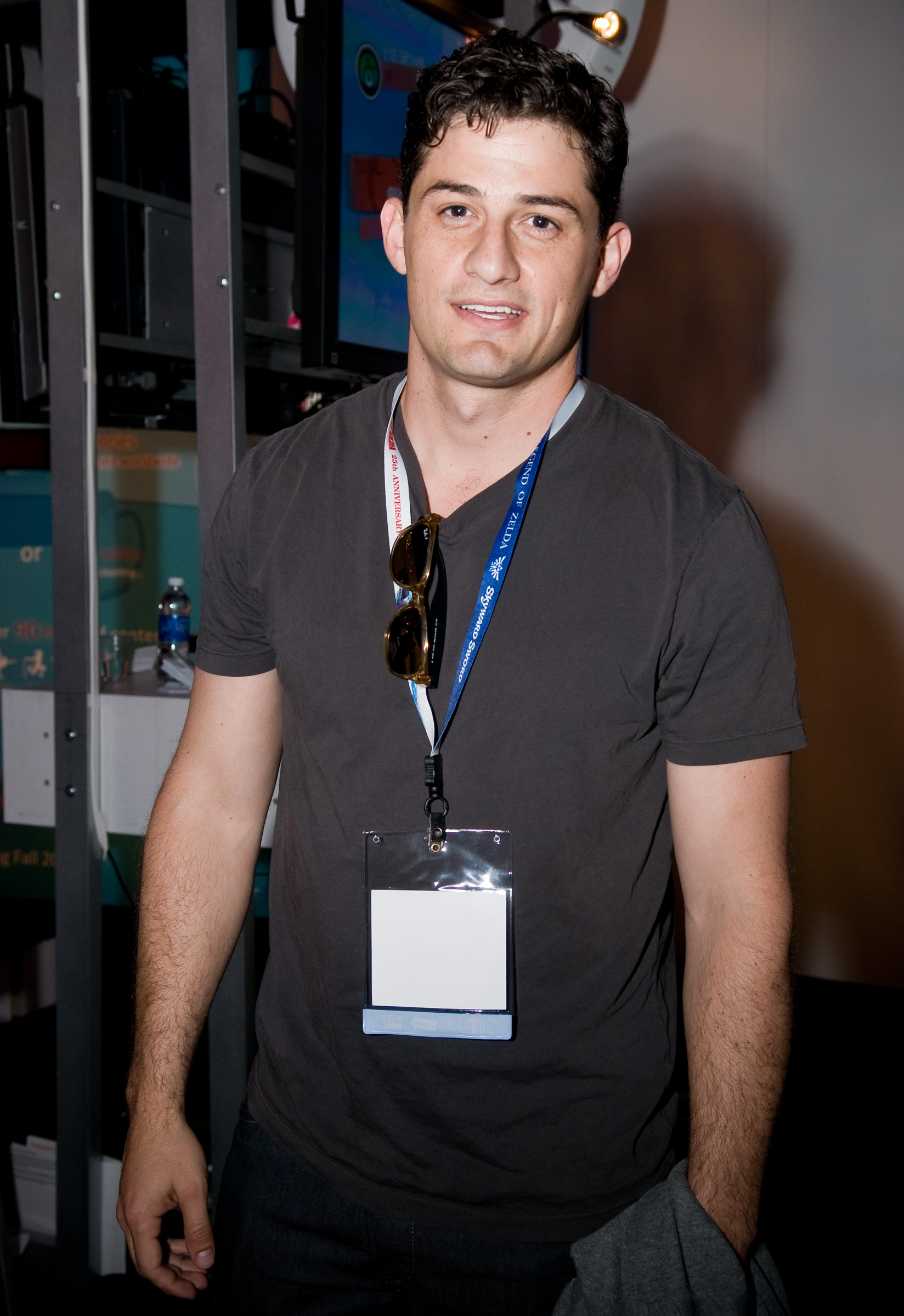
Enver Gjokaj, 2011

- Enver Gjokaj (1980), Amerikaans acteur